# 진가락 제1부 - 서검은구록
《진가락 제1부 - 서검은구록》(書劒恩仇綠: The Romance Of Book & Sword, 중국 본토 개봉 제목: 江南書劍情)은 중국에서 제작된 안 휘 감독의 1987년 영화이다. 자량융의 소설 서검은구록(書劍恩仇錄)에 기반을 둔다. 온전히 중국 본토에서 촬영된 최초의 홍콩 영화들 가운데 하나이다.